# Silence, on tourne ! (Capitaine Flam)
Ne doit pas être confondu avec Silence... on tourne.
Silence, on tourne ! est la neuvième aventure, sur un total de treize, qu'effectue le Capitaine Flam dans la série de dessins animés qui porte son nom. Cette aventure est racontée en quatre épisodes de 22 minutes chacun.

## Résumé des quatre épisodes

### «La Doublure du Capitaine Flam»
Un appel est lancé à la télévision pour trouver un sosie du Capitaine Flam : la Compagnie Galactique de Radio et de Télévision souhaite tourner un film biographique sur sa vie et ses aventures. Mais le président Kachou, chef du Gouvernement intersidéral, soupçonne son propriétaire et producteur du film John Valdine, un puissant homme d'affaires, de se servir de ce prétexte dans le but de se rendre sur la planète Bétonz, une planète riche en mines de diamants. Il convoiterait la concession de ces mines contre la volonté des habitants qui refusent toute intrusion étrangère.
Se proposant de jouer son propre rôle à l'insu de l'équipe de tournage, le Capitaine Flam se présente au casting sous l’apparence d'un modeste employé de bureau nommé Carl Carson pour se faire embaucher. Lors du casting, le réalisateur du film, Louis, embauche effectivement « Carson », ignorant qu'il a affaire au vrai capitaine. Valdine, venu voir les résultats du casting, présente ses hommes de confiance : Kin Skipo et Ted Box. Quelques heures après, alors qu’il a été grimé en « Capitaine Flam », Ted Box, le prenant pour le vrai capitaine, lui tire dessus avec son arme laser. Peu après, Mala (« Rizzo Piano »), est lui-aussi embauché par la société de production. Crag et le professeur Simon remplacent les robots censés jouer leurs rôles respectifs.
Mais Joan et Ken Scott, outrés par le fait qu’on souhaite tourner un film sur le capitaine et ignorant l'embauche de ce dernier, se rendent dans les locaux de la société de production et y font un scandale. À la grande fureur de Valdine, Joan obtient l'autorisation de suivre l'équipe du tournage afin de vérifier que le script du film respecte le droit moral du capitaine. Quelques jours après, l'équipe du film quitte la Terre à bord du Perséus et se rend sur Mégara afin de commencer à y tourner le film. Au cours du tournage, Joan subit une tentative de meurtre : un projecteur s'effondre à l’endroit où elle se trouve et elle ne doit la vie sauve qu'à sa présence d'esprit. Le Capitaine Flam, estime que Joan est en danger et qu'au surplus elle l'empêche d'accomplir sa mission. A peine, le Perséus arrivé sur Mégara, Flam lui fait envoyer un faux message du gouvernement ordonnant son retour immédiat sur Terre.
Alors qu'elle retourne au vaisseau spatial, elle est suivie par Kin Skipo. En suivant ce dernier pour être sûr qu'il n'arrivera rien à la jeune femme, Mala est pris à partie par Skipo et les deux se battent. Ils tombent d'une falaise et sont tous deux assommés. Pendant ce temps, à bord du vaisseau spatial Perséus, le Pr Simon fouille la chambre de John Valdine, à la recherche de preuves de son activité criminelle. Plus tard la Mer de Flammes, près de laquelle le tournage a lieu, se déchaîne. Le conseiller autochtone incite fortement le réalisateur de quitter les lieux, car la force gravitationnelle des planètes situées à proximité de Dénef entraîne des modifications structurelles de la Mer de Flammes. L'équipe du tournage doit quitter précipitamment les lieux.

### «Tournage au fond des mers»
L'équipe de tournage prend la fuite et regagne le vaisseau Perséus. John Valdine ayant remarqué les initiatives de « Carl Carson » le regarde d'un œil soupçonneux. Ayant découvert que le télégramme la rappelant sur Terre est un faux, Joan reste avec l'équipe de tournage. Le vaisseau quitte Mégara pour la planète Baïka, deuxième lieu de tournage. Mais si Kin Skipo est à bord, Mala a disparu ! Le professeur Simon, ayant placé un micro près du bureau de Valdine, Flam et Crag entendent Skipo déclarer que « Rizzo Piano » (Mala) est mort à la suite du combat ayant eu lieu un peu plus tôt dans la journée. Pour sa part Valdine évoque l'achat de sarbacanes par Ted Box. Mais Valdine découvre l'existence du micro, le détruit et commence à soupçonner la présence d'espions à bord. 
Flam découvre Kin Skipo dans sa cabine et l’assomme. Joan passe alors dans le couloir et menace de le dénoncer. Le capitaine n'a pas d'autre choix que de révéler sa vraie identité : Joan est très heureuse de le revoir et montre son attachement pour lui. Elle trouve un prétexte pour justifier que « Carson » a assommé Skipo. Ce dernier en reprenant connaissance tient des propos qui attirent l'attention de Flam. Le Perséus arrive sur la planète Baïka, complètement recouverte par l'océan. Le tournage reprend, sous les eaux. En cours du tournage, Joan découvre que sa réserve d'oxygène a été trafiquée et qu'elle risque de mourir asphyxiée. Mais quelqu'un la suit de près et la dernière personne que Joan voit avant de perdre connaissance est Kin Skipo. Pendant ce temps, « Carl Carson » (le Capitaine Flam) fait semblant de se perdre dans des galeries sous-marines ; il en profite pour retourner au vaisseau Perséus. 
Aidé du Pr Simon, Flam endort Valdine grâce à un puissant gaz narcotique et branche un « extracteur de pensées ». Il a alors la confirmation que Valdine veut s'emparer des diamants de la planète Bétonz et apprend que Ted Box a saboté la réserve d'oxygène de l'équipement de plongée de Johann. Il retourne sur les lieux du tournage et retrouve Joan dans une grotte sous-marine. Il apprend qu'elle a été sauvée par Mala : ce dernier n'était pas mort car, après le combat contre Kin Skipo, il avait pris son apparence et avait fait croire à tout le monde qu'il était le vrai Kin Skipo. Flam et Joan retournent sur les lieux du tournage. Ted Box est stupéfait de voir Joan vivante. Valdine, furieux de l'échec de Ted Box et compte tenu de son agression récente, comprend qui se cache sous l'identité de « Carl Carson ».
L'équipe de la société de production quitte ensuite la planète Baïka et se rend sur la planète Bétonz.

### «La Planète aux mirages»
Les Stasians sont les habitants de la planète Bétonz. Ils ont la possibilité de faire naître dans l'esprit des gens des images fantômatiques, et ils refusent d'entrer en contact avec les autres peuples de la galaxie. La planète Bétonz est totalement dépourvue de métal, ce qui sera très important pour comprendre la suite des événements. Le vaisseau arrive sur Planète-Cité, la capitale de la planète où il existe déjà une mine de diamants. Les chefs Stasians se présentent et se montrent très hostiles au tournage d'un film. John Valdine propose d'envoyer « Carson » en qualité de diplomate pour négocier avec les Stasians. Valdine rencontre également en secret un groupe de mineurs et leur ordonne de suivre les instructions de Ted Box en leur promettant monts et merveilles. 
Ayant compris que « Carl Carson » et le Capitaine Flam ne font qu'un, Valdine charge deux de ses agents d'accompagner Flam et de l'éliminer si ses soupçons étaient fondés. Ainsi accompagné, « Carl Carson » rencontre une délégation de Stasians. Le chef l'hypnotise pour savoir s'il est vraiment le Capitaine Flam ou s'il est un imposteur. Flam est obligé de dire la vérité. Les deux agents de Valdine sont sur le point de le tuer quand Mala les neutralise. Flam et Mala suivent les Stasians jusqu'à une cité appelée Dozengard où Flam retrouve un vieil ami, Rex, le chef des Stasians. Peu de temps après, une escouade de faux Stasians (dirigés par Ted Box) s'en prennent aux membres de l’équipe du film en utilisant les sarbacanes dont il avait été question au deuxième épisode, mais ils sont tués. Il s'agissait d'un complot organisé par Valdine : faire croire à une attaque des Stasians lui permettrait de demander le secours de la Police galactique, de faire cesser l'autonomie politique dont jouissent les Stasians et de faire main basse sur les mines de diamant. 
Le Capitaine Flam est averti par Rex que les Stasians vont utiliser les « Cendres Sacrées » en riposte à la provocation organisée par Valdine. Flam tente de les convaincre de ne pas s'en servir, mais en vain. Flam se précipite à Planète-Cité, au campement des techniciens de la société de production. Il révèle sa vraie identité et enjoint aux responsables de quitter les lieux compte tenu de la menace formulée par les Stasians.

### «Les Cendres Sacrées»
Les efforts du Capitaine Flam sont infructueux : personne ne croit aux menaces des Stasians. Ces derniers libèrent dans l'air les « Cendres Sacrées » qui se déposent sur les immeubles de Planète-Cité : elles détruisent tout ce qui est métallique. Le capitaine ordonne à Simon et à Crag (tous deux composés de métal) de s'enfuir immédiatement à bord du Cyberlab. La cité devient inhabitable en quelques minutes, les vaisseaux spatiaux sont hors d'usage, même les armes deviennent inutilisables. Les mineurs, menés par Ted Box et John Valdine, cherchent à lyncher le Capitaine Flam car ils le considèrent comme responsable de ce qui vient d'arriver. Un combat s'engage à coup de bâtons et à mains nues. Flam et ses compagnons sont aidés par les Stasians et se réfugient à Dozengard la ville stasienne. Un conflit éclate entre John Valdine et Ted Box, ce dernier rappelant à tous les mineurs qu'étant donné leur situation, sa puissance et son argent ne sont rien. Valdine est molesté et Box est désormais le chef.
Pendant ce temps, arrivés à Dozengard, le Capitaine Flam tente de découvrir le secret des Cendres Sacrées. Flam veut construire un « hélioscope » pour communiquer avec le Cyberlab, afin que Crag et Simon leur transmettent des objets non métalliques. Sur ces entrefaites, John Valdine se présente devant Dozengard. Il leur apprend que Ted Box et ses amis vont bientôt attaquer la ville stasienne . Flam laisse entrer Valdine et l'enferme dans une cellule où se trouvent ses deux agents de l'épisode précédent. Au petit matin, avec le lever du soleil, Flam transmet un message au Cyberlab grâce à l'hélioscope. Un premier parachutage d'objets est fait. Flam construit un appareil qui permet de dissoudre rapidement les Cendres Sacrées sur une zone localisée afin que le Cyberlab puisse se poser au sol. Quelques jours après, les hommes de Ted Box arrivent à proximité de la cité. Flam met en route son appareil improvisé et constate qu'il fonctionne très bien : les spores se dégradent puis meurent. Mais les hommes de Ted Box pénètrent dans Dozengard. Bien qu'aidés par les Stasians et l'équipe de tournage, Flam, Joan, Ezla et Mala ont le dessous. Ils sont faits prisonniers par Ted Box, qui ordonne leur exécution. 
Alors que le Capitaine Flam est mené à une potence rudimentaire, les deux hommes de John Valdine attaquent Ted Box pour le tuer, mais leur assaut échoue. Ils sont tués, ainsi que Valdine. Ayant profité de cette diversion, Flam envoie des signaux de secours au Cyberlab  avec l'hélioscope. Grâce à l'appareil construit par le capitaine, le Cyberlab surgit dans le ciel et attaque les mineurs qui prennent la fuite. Ted Box meurt écrasé. Le capitaine et ses amis sont sauvés. Rex, le chef des Stasians, a été néanmoins grièvement blessé lors des combats contre les mineurs. Quelques secondes avant de mourir, il demande à son successeur de ne pas laisser la société stasienne repliée sur elle-même et lui suggère de l'ouvrir aux autres civilisations.. 
En épilogue, le Capitaine Flam et ses amis viennent assister à la première représentation du film biographique le concernant. Tout le monde ignore qu'il a joué son propre rôle. Le présentateur du film estime que son sosie, Carl Carson, s'est montré plus séduisant et plus spontané que lui !